# 가리내로

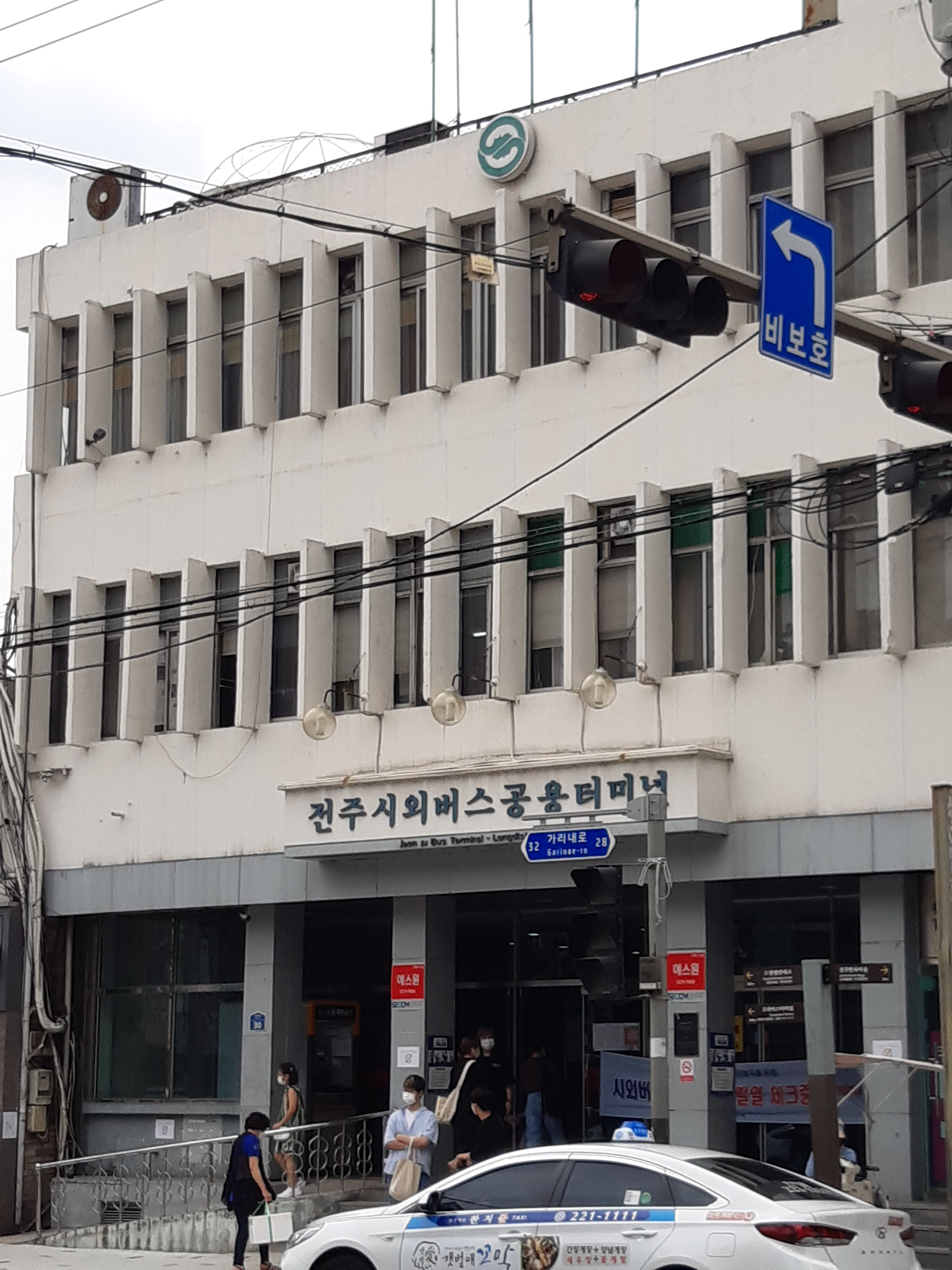
가리내로에 있는 전주시외버스공용터미널

가리내로(Garinae-ro)는 전북특별자치도 전주시 덕진구 금암동 금암광장 교차로와 송천동2가 전주천교 동단을 잇는 전북특별자치도의 도로이다.
전주천 동쪽 강변을 따라 이어진 도로이며, 전주시외버스공용터미널과 전주고속버스터미널이 이 도로에 있다.

## 주요 경유지
전북특별자치도
- 전주시 덕진구 (금암동 · 덕진동1가 · 덕진동2가 · 송천동1가 · 송천동2가)

## 노선
| 이름                | 접속 노선                                         | 소재지 | 소재지 | 비고 |
| ------------------- | ------------------------------------------------- | ------ | ------ | ---- |
| 금암광장 교차로     | 기린대로 조경단로                                 | 전주시 | 덕진구 |      |
| (전북은행 금암지점) | 태진로                                            | 전주시 | 덕진구 |      |
| (숲정이교 북단)     | 숲정이2길                                         | 전주시 | 덕진구 |      |
| 터미널사거리        | 전주천동로                                        | 전주시 | 덕진구 |      |
| 백제교사거리        | 백제대로                                          | 전주시 | 덕진구 |      |
| (거성경기장아파트)  | 들사평서로                                        | 전주시 | 덕진구 |      |
| (사평교 북단)       | 사평로 서신로                                     | 전주시 | 덕진구 |      |
| (가연교 북단)       | 가련산로 홍산로                                   | 전주시 | 덕진구 |      |
| 전주하가초등학교    | 경동로                                            | 전주시 | 덕진구 |      |
| (하늘공원)          | 추탄로                                            | 전주시 | 덕진구 |      |
| (추천대교 남단)     | 기린대로                                          | 전주시 | 덕진구 |      |
| (명랑수퍼)          | 권삼득로                                          | 전주시 | 덕진구 |      |
| (신풍교 북단)       | 시천로                                            | 전주시 | 덕진구 |      |
| (전주천교 동단)     | 국도 제21호선 국도 제26호선 (동부대로) 고색천변로 | 전주시 | 덕진구 |      |

## 주요 건물 및 시설
- 전주공항버스정류소 (전북특별자치도 전주시 덕진구 가리내로 21)
- 전주시외버스공용터미널 (전북특별자치도 전주시 덕진구 가리내로 30)
- 전북불교회관 (전북특별자치도 전주시 덕진구 가리내로 42-13)
- 전주고속버스터미널 (전북특별자치도 전주시 덕진구 가리내로 70)
- 전주시덕진구재활용센터 (전북특별자치도 전주시 덕진구 가리내로 132)
- 전일여객 (전북특별자치도 전주시 덕진구 가리내로 418)
- 금성장례식장 (전북특별자치도 전주시 덕진구 가리내로 670)